# Point-to-Point Protocol over Ethernet
Point-to-Point Protocol over Ethernet – protokół używany przy dostępie do sieci lokalnej LAN poprzez kartę sieciową Ethernet lub bezprzewodową. 
PPPoE jest także protokołem połączeniowym używanym w technologii ADSL. Protokół ten stosuje kapsułkowanie ramek PPP w ramki Ethernetu. Sam PPP jest protokołem warstwy łącza danych do kapsułkowania pakietów warstwy sieciowej poprzez łącze szeregowe.
Sesja PPPoE składa się z dwóch urządzeń wykorzystujących protokół PPP połączonych kablem ethernetowym lub poprzez łącze bezprzewodowe. Każde z urządzeń zna adres MAC swojego sąsiada. Unikatowy numer sesji identyfikuje poszczególne sesje PPPoE pomiędzy dwoma urządzeniami.